# Кыласово (Кунгурский район)
Кыласово — село в Пермском крае России. 
Входит в Кунгурский район в рамках административно-территориального устройства и в Кунгурский муниципальный округ в рамках организации местного самоуправления.

## География
Село находится в северной части Кунгурского района на правом берегу реки Бабка примерно в 18 километрах от Кунгура по прямой на северо-запад.

## Климат
Климат умеренно-континентальный с продолжительной снежной зимой и коротким, умеренно-тёплым летом. Средняя температура июля составляет +17,8 °С, января −15,6 °С. Среднегодовая температура воздуха составляет +1,3 °С. Средняя продолжительность периода с отрицательными температурами составляет 168 дней и продолжительность безморозного периода 113 дней. Среднее годовое количество осадков составляет 539 мм.

## История
Село известно с 1623 года как «починок на реке Бабке». В 1652 году упоминается как деревня Крыласово, позже, в XVIII веке, как Кыласово. Село располагается в нынешнем месте с 1779 года после постройки Никольской церкви и перевода сюда жителей со старого места (нынешняя деревня Старое Село на противоположном берегу реки Бабка). В период 1930—1980-х годов существовали колхозы «Красный пахарь», «Победа», совхоз «Кыласовский», учхоз Пермского сельхозинститута «Кыласово». 
С 2004 до 2020 гг. село было административным центром Кыласовского сельского поселения Кунгурского муниципального района..

## Население
Постоянное население составляло 1395 человек в 2002 году (96 % русские), 1247 человек в 2010 году.

## Инфраструктура
Предприятия: совхоз «Кыласовский» и Кыласовское СХПК — филиал Кунгурского райпо. Имеются ветеринарная лечебница, отделение связи, участковая больница, средняя школа и детсад, клуб, библиотека.